# Liste der Bodendenkmäler in Leinach
Auf dieser Seite sind die Bodendenkmäler in der unterfränkischen Gemeinde Leinach zusammengestellt. Diese Tabelle ist eine Teilliste der Liste der Bodendenkmäler in Bayern. Grundlage ist die Bayerische Denkmalliste, die auf Basis des Bayerischen Denkmalschutzgesetzes vom 1. Oktober 1973 erstmals erstellt wurde und seither durch das Bayerische Landesamt für Denkmalpflege geführt wird. Die folgenden Angaben ersetzen nicht die rechtsverbindliche Auskunft der Denkmalschutzbehörde.

## Bodendenkmäler der Gemeinde Leinach

### Bodendenkmäler in der Gemarkung Oberleinach
| Lage                   | Objekt | Akten-Nr.     | Bild |
| ---------------------- | --- | ------------- | ---- |
| Oberleinach (Standort) | Siedlung der Linearbandkeramik und der Hallstattzeit. | D-6-6124-0051 |      |
| Oberleinach (Standort) | Grabhügel vorgeschichtlicher Zeitstellung. | D-6-6124-0052 |      |
| Oberleinach (Standort) | Grabhügel der Hallstattzeit. | D-6-6124-0053 |      |
| Oberleinach (Standort) | Vorgeschichtliche Siedlung. | D-6-6124-0088 |      |
| Oberleinach (Standort) | Archäologische Befunde im Bereich der mittelalterlichen und frühneuzeitlichen Katholischen Pfarrkirche St. Laurentius von Oberleinach mit Körperbestattungen im Kirchhof. Siehe auch: St. Laurentius (Oberleinach) | D-6-6124-0131 |      |
| Oberleinach (Standort) | Grabhügel vorgeschichtlicher Zeitstellung. | D-6-6124-0137 |      |
| Oberleinach (Standort) | Grabhügel vorgeschichtlicher Zeitstellung. | D-6-6124-0143 |      |
| Oberleinach (Standort) | Grabhügel vorgeschichtlicher Zeitstellung. | D-6-6124-0144 |      |

### Bodendenkmäler in der Gemarkung Unterleinach
| Lage                    | Objekt | Akten-Nr.     | Bild |
| ----------------------- | --- | ------------- | ---- |
| Unterleinach (Standort) | Siedlung der frühen Latènezeit. | D-6-6124-0020 |      |
| Unterleinach (Standort) | Vorgeschichtliche Grabhügel. | D-6-6124-0055 |      |
| Unterleinach (Standort) | Vorgeschichtliche Grabhügel. | D-6-6124-0056 |      |
| Unterleinach (Standort) | Vorgeschichtliche Grabhügel, daraus Funde der Hallstattzeit. | D-6-6124-0057 |      |
| Unterleinach (Standort) | Körpergräber der Merowingerzeit. | D-6-6124-0058 |      |
| Unterleinach (Standort) | Siedlung der späten Hallstattzeit und der frühen Latènezeit. | D-6-6124-0069 |      |
| Unterleinach (Standort) | Siedlung der jüngeren Latènezeit. | D-6-6124-0071 |      |
| Unterleinach (Standort) | Wüstung der Merowingerzeit und der Karolingerzeit, Siedlung vermutlich der jüngeren Latènezeit. | D-6-6124-0072 |      |
| Unterleinach (Standort) | Archäologische Befunde im Bereich der frühneuzeitlichen, im Kern mittelalterlichen Katholischen Pfarrkirche Allerheiligen von Unterleinach mit Körperbestattungen im ummauerten Kirchhof. Siehe auch: Allerheiligen (Unterleinach) | D-6-6124-0133 |      |
| Unterleinach (Standort) | Archäologische Befunde im Bereich der frühneuzeitlichen Katholischen Kapelle St. Petrus Ap. in Unterleinach mit Körperbestattungen im ummauerten Kirchhof. Siehe auch: St. Peter (Leinach)                                         | D-6-6124-0134 |      |
| Unterleinach (Standort) | Archäologische Befunde im Bereich des mittelalterlichen Wartturmes bei Unterleinach. | D-6-6124-0135 |      |

### Bodendenkmäler in der Gemarkung Zellingen
| Lage                 | Objekt                                    | Akten-Nr.     | Bild |
| -------------------- | ----------------------------------------- | ------------- | ---- |
| Zellingen (Standort) | Siedlung vorgeschichtlicher Zeitstellung. | D-6-6124-0111 |      |